# リボル・フラヴァーチェク
リボル・フラヴァーチェク（Libor Hlaváček, 1926年1月9日 - 1990年2月27日）は、チェコのヴァイオリン奏者、指揮者。
ズノイモの生まれ。1938年から1942年までブルノ音楽院に在籍し、ヴァイオリンをオルドルジヒ・ヴァヴラとフランティシェク・クドラーチェクに師事。1945年から1952年までブルノのヤナーチェク劇場のオーケストラでコンサートマスターを務めたが、1948年から1952年までヤナーチェク音楽院に通い、ヴァーツラフ・ターリヒとズデニェク・ハラバラに指揮法を教わった。1953年から1959年までブルノ国立歌劇場のコンサートマスター、1959年から1964年までチェコスロヴァキア放送交響楽団のコンサートマスターを務めた。1966年から1975年までプラハ音楽院のヴァイオリン科教授を務めた。指揮者としてはプラハ放送交響楽団やプラハ室内管弦楽団を指揮していたが、1975年から1987年までポジェブラディの中部ボヘミア室内管弦楽団の首席指揮者を務めた。1977年から1987年までパルドゥビツェの東ボヘミア室内管弦楽団の指揮者も兼任していた。
プラハにて没。